# Lemoyne (Pensilvania)
Lemoyne es un borough ubicado en el condado de Cumberland en el estado estadounidense de Pensilvania. En el año 2000 tenía una población de 3,995 habitantes y una densidad poblacional de 991 personas por km².

## Geografía
Lemoyne se encuentra ubicado en las coordenadas 40°14′36″N 76°53′48″O / 40.24333, -76.89667.

## Demografía
Según la Oficina del Censo en 2000 los ingresos medios por hogar en la localidad eran de $39,803 y los ingresos medios por familia eran $47,438. Los hombres tenían unos ingresos medios de $32,284 frente a los $26,719 para las mujeres. La renta per cápita para la localidad era de $28,705. Alrededor del 4.4% de la población estaba por debajo del umbral de pobreza.